# Paramesotriton guanxiensis
Paramesotriton guanxiensis é uma espécie de anfíbio caudado pertencente à família Salamandridae. Endêmica da China.